# Dichromodes rufilinea
Dichromodes rufilinea là một loài bướm đêm trong họ Geometridae.